# باربی: بندانگشتی
باربی: بندانگشتی (تحت نام باربی تقدیم می‌کند: بندانگشتی نیز شناخته شده‌است) (به انگلیسی: Barbie: Thumbelina) فیلم پویانمایی فانتزی محصول سال ۲۰۰۹ به‌کارگردانی کنراد هلتن می‌باشد که در ۱۷ مارس سال ۲۰۰۹ منتشر گردید، و در ۲۴ دسامبر سال ۲۰۱۲ برای اولین بار در تلویزیون از نیک جونیور بریتانیا به‌نمایش در آمد.